# Implosion (Almacén 13)
Implosión (título original en inglés: Implosion) es el octavo episodio de la primera temporada de la serie Almacén 13. Emitido por primera vez el 18 de agosto de 2009. Fue escrito por Bob Goodman, y dirigido por Vincent Misiano.

## Referencia al título
Implosión (título original en inglés: Implosion) hace referencia a las granadas de implosión que una MacPherson para borrar sus pasos tras haber robado la espada.

## Sinopsis[1]
Pete y Myka vuelven a Washington para cambiar la mejor espada samurái jamás creada por un señuelo, pero una explosión repentina tuerce su plan. Van a irse cuando el Oficial Ogawa se les acerca, seguido por los Agentes Mattson y Cooper, con Dickinson tras ellos. Las cosas sólo pueden empeorar.
Dickinson les recomienda a Pete y Myka que se marchen de Washington. Más tarde, ambos permanecen en la ciudad, se replantean la manera de entrar en una embajada fuertemente custodiada, acompañados por Artie. El equipo entra en la habitación y se encuentran con una masa fundida de materiales. La sospecha de Artie se ha confirmado - es el resultado de una "granada de implosión". Pete conjetura correctamente que el ladrón podría ser la competencia con respecto a otros objetos que pertenecen al Almacén.
En el hotel, Artie les explica que la espada es perfecta, ya que divide la luz, volviendo al portador invisible. Myka se da cuenta de que a la espada robada le falta el tsuba (la empuñadura de la espada o el protector de la mano), y Artie se da cuenta de que quizá la espada no funcione sin el tsuba. Mientras Artie rastrea el origen de la granada de implosión, Pete y Myka rastrean el tsuba...para el Servicio Secreto.
Furioso, Dickinson les da a Pete y Myka una oportunidad más y un archivo que Ogawa le proporcionó a Artie, que solía trabajar para la NSA y de que se sospecha que vendió secretos. Artie también se pone al día con su pasado. Su reunión con Carol revela que Artie una vez compitió por su atención con otro agente del Almacén llamado James MacPherson, el hombre que Artie cree que robó la espada. La Sra. Frederic saca al equipo del caso, pero Artie no lo hace. Él se dirige al edificio del Servicio Secreto para recuperar el tsuba, dónde es capturado y capturado por traición.
Pete y Myka encuentran a Artie esposado a una silla. Él asegura que la Sra. Frederic podría solucionar la situación - y cae en la cuenta de que la persona que puso a Dickinson sobre Artie podría llevarles a quien robó la espada, y sin duda le llevará a MacPherson! Antes de que Pete y Myka se vayan, Ogawa aparece reclamando el tsuba. Minutos después, la Sra. Frederic obra su magia y Artie se convierte en un hombre libre. Ella está esperando en su limusina, y envía a Artie a detener a MacPherson.
Más tarde, Ogawa vende el tsuba. El comprador conecta las dos piezas y desaparece. Artie entra y ve a Ogawa sentado solo antes de que su cabeza sea seccionada de repente. La voz de MacPherson alkuda a Artie y su pistola sale volando de sus manos. Armado con un extintor, Artie usa las nubes de gas para seguir el movimiento del hombre invisible. En una rápida embestida, MacPherson apuñala a Artie, pero Artie agarra la espada. MacPherson desaparece entre las sombras y, cuando Pete y Myka están atendiendo a Artie, una granada de implosión rueda hasta sus pies - ellos corren hacia la puerta justo a tiempo.
"Seguros" en el Almacén, Pete y Myka colocan la espada y el tsuba en una estantería. Leena trata de defender el secretismo Artie, pero Myka no cede. Testigo del intercambio, la Sra. Frederic se disculpa por haber dudado de Artie y sugiere que se concentre en reconstruir la confianza con Myka. A Artie sólo le preocupa que MacPherson esté planeando algo gordo.